# Набэсима Сигэтика
Набэсима Сигэтика (яп. 鍋島 茂周, 10 марта 1590 — 25 июля 1652) — самурай княжества Сага периода Эдо, 3-й глава рода Суко-Набэсима (ветвь Суко рода Рюдзодзи). До получения фамилии Набэсима носил фамилию Рюдзодзи.

## Биография
Родился 10 марта 1590 года в семье Рюдзодзи Нобуаки, 2-го главы ветви Суко рода Рюдзодзи.
В 1626 году унаследовал главенство в семье после отставки отца, Нобуаки. Примерно в это время даймё княжества Сага, Набэсима Кацусигэ, даровал ему фамилию Набэсима. В 1637 году участвовал в подавлении восстания в Симабаре, возглавляя отряд из 800 воинов княжества Сага.
Набэсима Сигэтика умер 25 июля 1652 года и ему наследовал сын Масатацу.